# ماركوس مارتينز
ماركوس مارتينز هو قسيس برازيلي، ولد في 22 أبريل 1959 في ريو دي جانيرو في البرازيل.